# Trevor Goddard
Trevor Joseph Goddard (Croydon, 14 ottobre 1962 – Hollywood, 7 giugno 2003) è stato un attore inglese.

## Biografia
Goddard nacque a Croydon (sobborgo esterno di Londra), nel 1962. Tra il 1974 e il 1979 frequentò la Ravensbourne School "Hayes Lane", a Bromley. Nel 1977 contribuì a formare una band scolastica di genere punk, chiamata The Belsen Horrors (il cui nome deriva da un brano dei Sex Pistols). Prima batterista, poi cantante, lui e la sua band si sciolsero nel 1978. Successivamente, tra il 1979 e il 1980, fu il batterista di un'altra band punk di Bromley chiamata The Vamp, guidata da Wayne Cregan, che è stato uno dei primi membri di X-Ray Spex. Bromley era strettamente legato al primo movimento punk, prima attraverso i Bromley Contingent (i primi fan dei Sex Pistols) e tre famosi cantanti punk che provenivano da questa città: Poly Styrene (X-Ray Spex), Siouxsie Sioux (di Siouxsie and the Banshees) e Billy Idol che, come Goddard, frequentò la Ravensbourne School for Boys.
Grazie al suo fisico muscoloso, Goddard venne scelto dai registi per interpretare film d'azione dove spesso interpretò la parte del cattivo, come ad esempio nel film d'azione L'ultima missione (1994) con Dolph Lundgren; in seguito interpretò Kano nel film Mortal Kombat (1995), che gli diede una certa notorietà, così come il ruolo del Tenente Comandante Mick Brumby nella serie TV JAG - Avvocati in divisa. In seguito apparve in altri film d'azione in ruoli di supporto, come Deep Rising - Presenze dal profondo (1998), Fuori in 60 secondi (2000) e La maledizione della prima luna (2003).

## Morte
Il 7 giugno 2003, Goddard fu trovato morto nella sua casa di North Hollywood, Los Angeles, California. Aveva 40 anni. Le indagini iniziali indicarono che Goddard era in procinto di divorziare e che si sospettava il suicidio.. Un'autopsia in seguito accertò che Goddard morì per un'overdose accidentale di eroina, cocaina, temazepam e vicodin.

## Filmografia parziale

### Cinema
- L'ultima missione (Men of War), regia di Perry Lang (1994)
- Mortal Kombat, regia di Paul W. S. Anderson (1995)
- Deep Rising - Presenze dal profondo (Deep Rising), regia di Stephen Sommers (1998)
- Fuori in 60 secondi (Gone in 60 Seconds), regia di Dominic Sena (2000)
- La maledizione della prima luna (Pirates of the Caribbean: The Curse of the Black Pearl), regia di Gore Verbinski (2003)

### Televisione
- Vietnam addio (Tour of Duty) – serie TV, episodio 3x04 (1989)
- I giustizieri della notte (Dark Justice) – serie TV, episodio 2x12 (1992)
- Il commissario Scali (The Commish) – serie TV, episodi 2x01-2x02 (1992)
- Due poliziotti a Palm Beach (Silk Stalkings) – serie TV, episodi 1x20-3x16-8x11 (1992-1998)
- Renegade – serie TV, episodi 1x09-3x21 (1992-1995)
- Murphy Brown - serie TV, episodio 5x14 (1993)
- Baywatch – serie TV, episodio 3x22 (1993)
- Il cane di papà (Empty Nast) – serie TV, episodio 6x04 (1993)
- La signora in giallo (Murder, She Wrote) – serie TV, episodio 12x20 (1996)
- Un filo nel passato (Nowhere Man) – serie TV, episodio 1x21 (1996)
- Assalto all'isola del Diavolo (Assault on Devil's Island), regia di Jon Cassar – film TV (1997)
- Babylon 5 – serie TV, episodio 5x05 (1998)
- X-Files (The X-Files) – serie TV, episodio 6x03 (1998)
- JAG - Avvocati in divisa (JAG) – serie TV, 42 episodi (1998-2001)
- Road to Justice - Il giustiziere (18 Wheels of Justice) – serie TV, episodio 1x13 (2000)

## Doppiatori italiani
Nelle versioni in italiano delle opere in cui ha recitato, Trevor Goddard è stato doppiato da:
- Massimo Lodolo in L'ultima missione
- Claudio Fattoretto in Mortal Kombat
- Enrico Di Troia in La signora in giallo
- Antonio Palumbo in X-Files
- Massimo Rossi in JAG - Avvocati in divisa